# Sala Sporturilor „Horia Demian” din Cluj-Napoca
Sala Sporturilor Horia Demian, parte a complexului sportiv de pe Splaiul Independenței, este o arenă multifuncțională din Cluj Napoca, România, dată în folosință în anul 1970. Sala a fost  folosită ca bază locală pentru echipele masculine și feminine de handbal, volei și baschet ale clubului C.S. Universitatea Cluj. Capacitatea maxima a sălii este de 3.000 de locuri, dar în funcție de sport capacitatea scade la 2.800 sau 2.525 de locuri.
Sala a fost denumită în onoarea lui Horia Demian, un baschetbalist clujean. Printre altele, arena a găzduit ediția din 2006 a MTV Romania Music Awards și trei meciuri din faza grupelor a Ligii Campionilor EHF Feminin 2012-2013.
Sala Sporturilor Horia Demian cuprinde terenuri omologate de volei, baschet, handbal, sală de tenis de masă, sală de judo, dar și alte facilități: vestiare, sală pentru conferințe de presă, spații pentru transmisii radio și TV, tabelă electronică, Wi-Fi.  Sala de tenis de masă a fost dată în folosință în 1980.